# Arte têxtil de Taquile
A arte têxtil de Taquile é uma das manifestações culturais dos habitantes da ilha de Taquile, Puno, no lago Titicaca no Peru.
A arte têxtil de Taquile tem origem em antigas civilizações que habitaram a ilha, especialmente as culturas Pucará, Tiahuanaco, Colla e Inca. O isolamento natural da ilha durante os tempos coloniais manteve a tradição dos desenhos embora o elemento espanhol do tecido a pedal também se tenha integrado na elaboração das peças.

## Importância cultural
A ilha de Taquile está localizada nas terras altas dos Andes peruanos, no Lago Titicaca, e é conhecida pelo artesanato têxtil feito por homens e mulheres de todas as idades, cujos produtos são usados por todos os membros da comunidade.
A população de Taquile viveu relativamente isolada do continente até os anos 50, e a noção de comunidade ainda é muito forte entre eles. Isso se reflete na organização da vida comunitária e na tomada de decisão coletiva. A tradição da tecelagem na ilha de Taquile remonta às antigas civilizações inca, pukara e colla, mantendo assim elementos vivos das culturas andinas pré-hispânicas.
Os tecidos são feitos à mão ou em teares de pedal pré-hispânicos. Os trajes mais característicos são o chullo, uma capa de malha com protetores par as orelhas, e o cinto de calendário, um cinto largo que representa os ciclos anuais associados às atividades rituais e agrícolas. O cinto de calendário atraiu o interesse de muitos pesquisadores, pois representa elementos da tradição oral da comunidade e da sua história. Embora no design da arte têxtil de Taquile se tenham introduzido novos símbolos e imagens contemporâneas, o estilo e as técnicas tradicionais ainda são mantidos.
Taquile tem uma escola especializada para aprender artesanato local, o que contribui para a viabilidade e continuidade da tradição. O turismo tem contribuído para o desenvolvimento da economia comunitária, baseada principalmente no comércio de têxteis e turismo. Enquanto o turismo é visto como uma maneira eficaz de garantir a continuidade da tradição têxtil, a crescente demanda também se traduz em mudanças significativas em termos de material, produção e significado. A população de Taquile cresceu consideravelmente nas últimas décadas, o que causou uma escassez de recursos e a necessidade de importar mais e mais produtos do continente.
Em 2008 a UNESCO inscreveu a "arte têxtil de Taquile" na lista representativa do Património Cultural Imaterial da Humanidade.

## Galeria

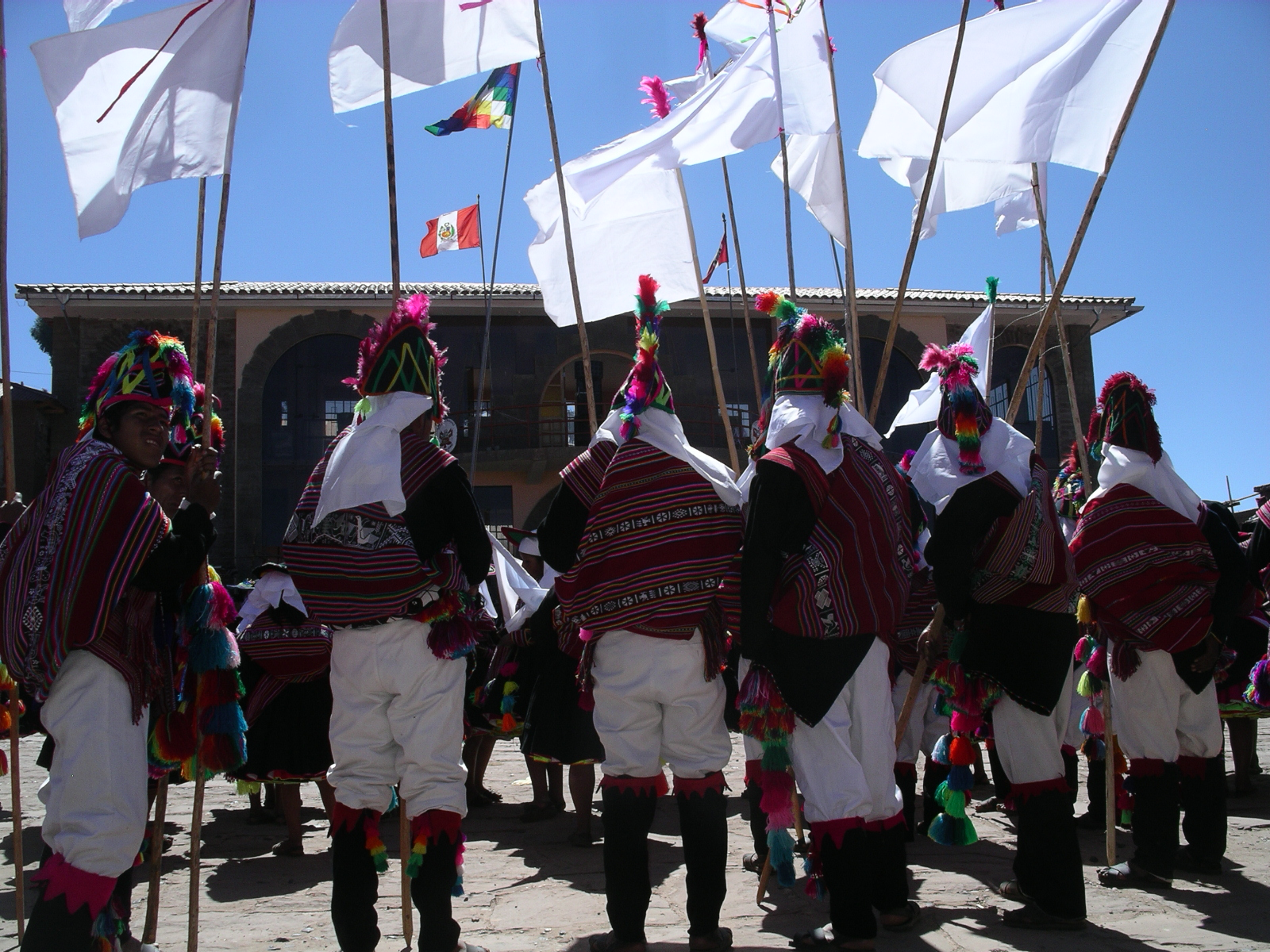
Homens de TAquile vestidos para uma festa.
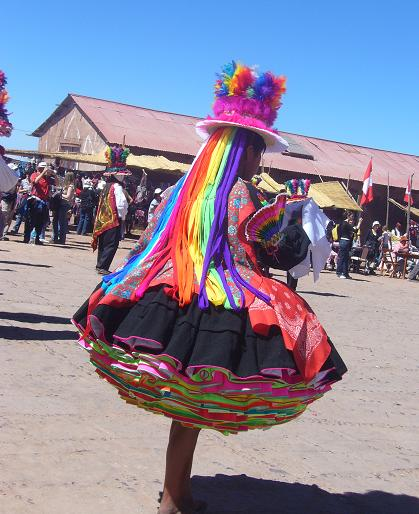
Mulher de Taquile vestida para a festa de São Tiago.